# Мазиров, Демосфен Егорович
Демосфен Егорович Мазиров (Мазиреанц, 1839 год, Евпатория — 25 декабря 1905) — русский архитектор, работал в Одессе.

## Биография
Племянник И. К. Айвазовского.
В 1863 году за проект городской больницы на 600 мест получил 2-ю золотую медаль и диплом классного художника 2-й степени. 
Окончил Императорскую Академию художеств в Петербурге (1865). 
С 1866 года работал в Одессе. Архитектор Одесского таможенного округа, в 1870 году — Одесского учебного округа, с 1881 по 1982 год — Новороссийского университета.
Член общества благородных искусств (1882), Одесского отделения Русского технического общества (1887). Участвовал в работе 1-го съезда зодчих (1892). В творчестве использовал преимущественно формы необарокко, изредка неоготики и неоренессанса.
Жил на Гаванной улице в д.2

## Известные работы

### В Одессе
Коблевская ул, 41
- здание 2-й мужской гимназии, ныне Главный корпус педагогического университета по ул. Старопортофранковская, 26, (1886);
- здание 3-й мужской гимназии на углу ул. Успенской, № 1 и участка Старопортофранковской, позже переименованной в ул. Белинского (1874, соавтор В. Маас), ныне университет МВД;
- дом графа Грохольского в Карантинной балке, 1875;
- дом Я. Медингер (ул. Ремесленная, 20) 1878-79;
- Доходный дом X. Таирова, Преображенская ул., 5, 1881;
- Херсонская (ныне Пастера), 56/58 (1881)[2];
- доходный дом Мортона, Маразлиевская ул., 5, 1880-е годы;
- дом Я. Порро (Бистра) Гаванная ул., 10, 1880 году
- реконструкция доходного дома Аглицкого (построен в 1830 году, архитектор архитектор Ф.Боффо Греческая ул., 22 ()[3], 1888;
- Софиевская ул., 21 (1890)
- греческое коммерческое училище на углу ул. Екатерининской и Дерибасовской 14/17 (1890);
- Спиридоновская, № 12 (1890),
- Херсонская, № 48 (1890-е),
- доходный дом И.А. Вайнгурта Базарная ул., 55, 1892 год[4]
- дом А. Ашикова, Льва Толстого ул., 12, 1892-1893;
- реконструкция дома И.Ю. Фундуклея (архитектор Боффо, 1820), Херсонская, 42 (1897);
- дом Е. Мельниковой, Еврейская ул.,19 1899[5];
- доходный дом Ираклиди, Софиевская ул., 23, 1900
- дом В.И. Маслянникова Садовая ул, 7 (1899–1900),
- Маразлиевская, 16 и Софиевская, 4 (оба – 1880-е гг.),
- Преображенская ул., 3
- Некрасова пер., 6

### В Кишинёве
- 2-я мужская гимназию (1903).

Член Комиссии по сооружению памятника Пушкину в Одессе.